# Marbre jaune antique

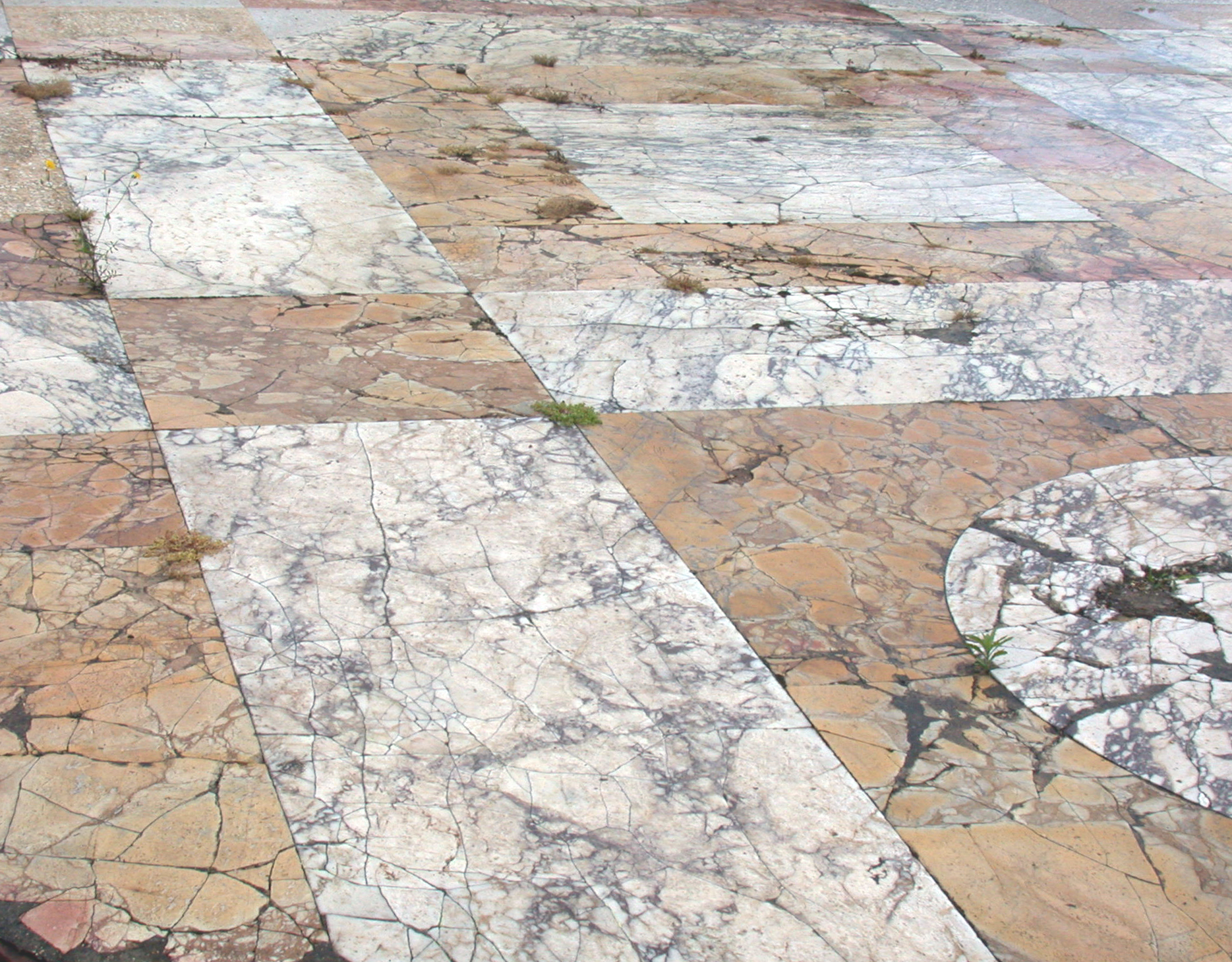
Pavement en marbre jaune antique et marbre « pavonazzetto » (blanc) du Forum de Trajan à Rome

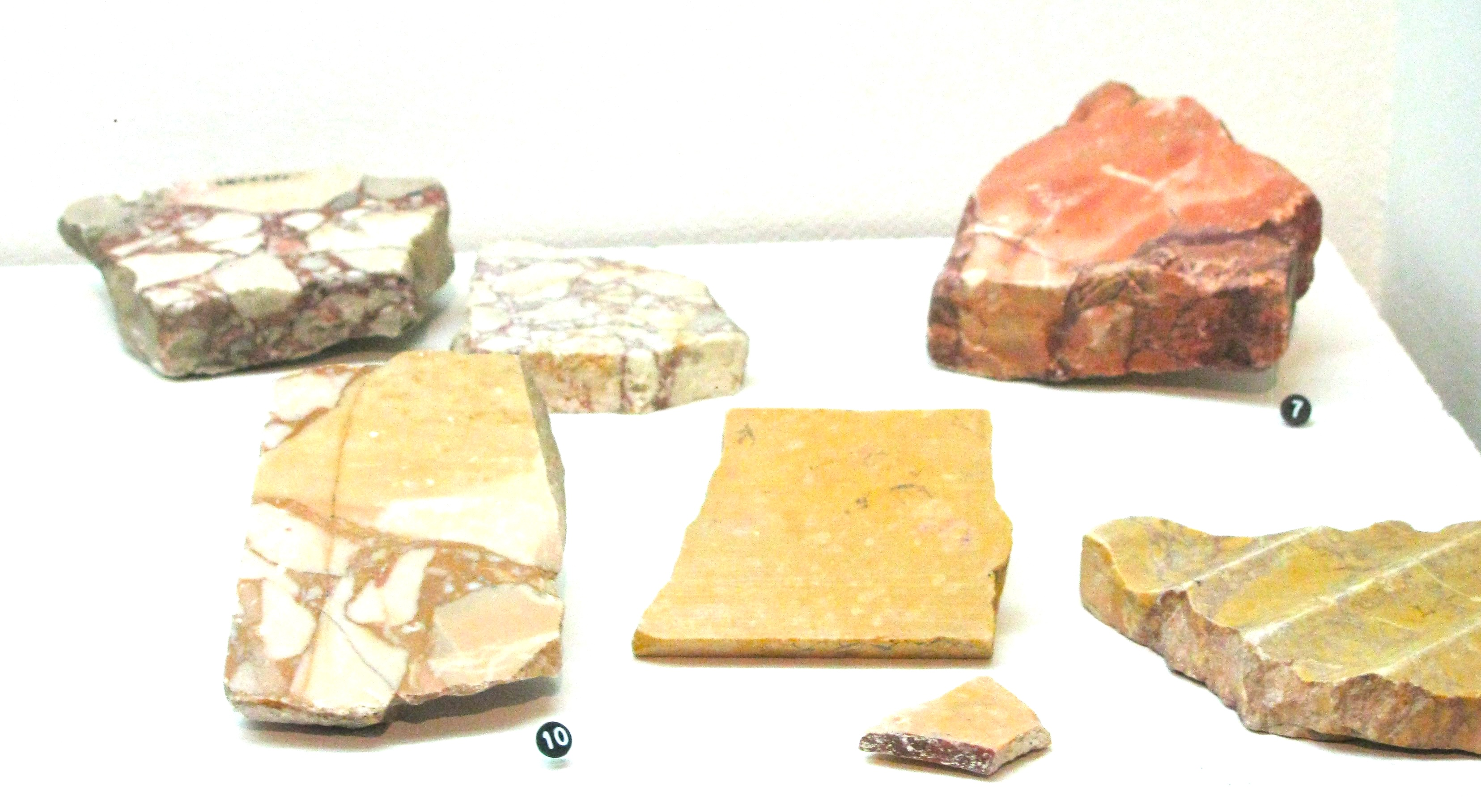
(10) = Echantillons de marbre jaune antique importés à Lugdunum - Musée gallo-romain de Fourvière

Le marbre jaune antique (giallo antico) est une variété de marbre utilisée par les Romains. Le nom moderne correspond au latin marmor numidicum (marbre de la Numidie).

## Origine
Il était extrait des carrières situées près de la cité antique de Simitthus, actuel village de Chemtou, en Tunisie.
Il s’agit d’un marbre de couleur jaune uniforme, qui varie du jaune intense à des teintes plus claires, presque blanches, avec des veines jaune foncé, rougeâtres ou brunes, et clastes anguleuses de dimensions et couleurs variables (tonalités de jaune, rouge, brun).
Du point de vue pétrographique c’est un calcaire cristallin (sparite), compacté par une diagenèse prononcée.

## Utilisation
À partir de la seconde moitié du IIe siècle av. J.-C., il était utilisé par les rois de Numidie. Pline l’Ancien attribue son introduction à Rome à Marcus Æmilius Lepidus, qui a utilisé des blocs pour le seuil de sa maison. Suétone rapporte que Jules César fit réaliser avec ce marbre une colonne d’honneur dans le forum romain ; Auguste l’utilisa pour les colonnes du péristyle de sa maison sur le Palatin, ensemble au marbre portasanta et au marbre pavonazzetto et en fit, en outre, un large usage pour son forum.
Les carrières devinrent bien vite la propriété de l’Empire romain et cette variété de marbre fut largement utilisée pour les fûts de colonnes, les revêtements muraux et les sols dans les édifices publics des cités voisines de la côte méditerranéenne, et fut particulièrement exporté vers l'Italie. Il était également utilisé pour les statues des barbares ou de bêtes sauvages, en relation de sa provenance. Au IIIe siècle, les carrières s’appauvrissant progressivement, ce marbre jaune antique fut supplanté par des brèches jaunes d’autres provenances et d’un coût plus bas.

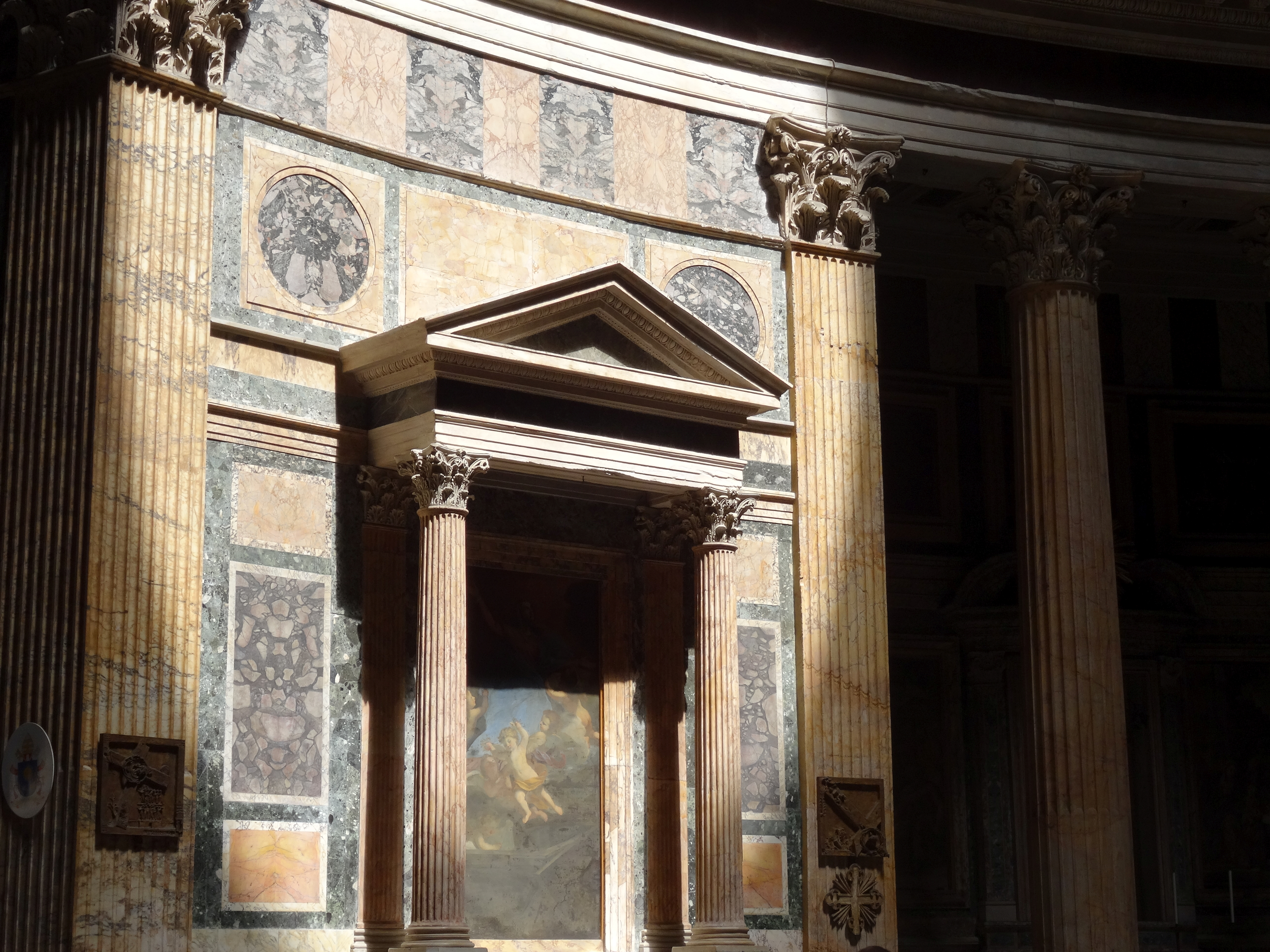
Fûts de colonnes et de pilastres en marbre jaune antique du Panthéon de Rome.
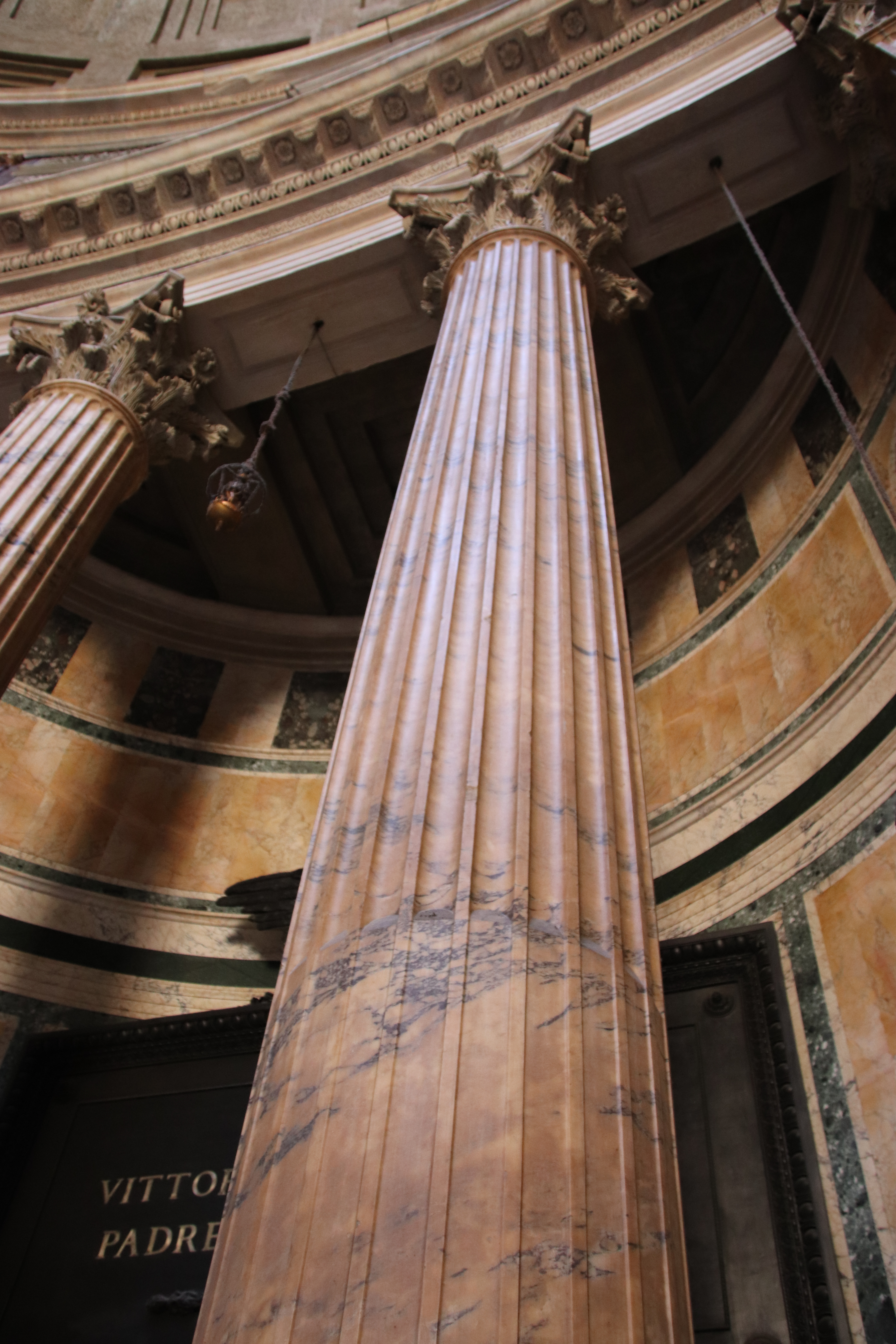
Fût de colonnes en marbre jaune antique du Panthéon de Rome.
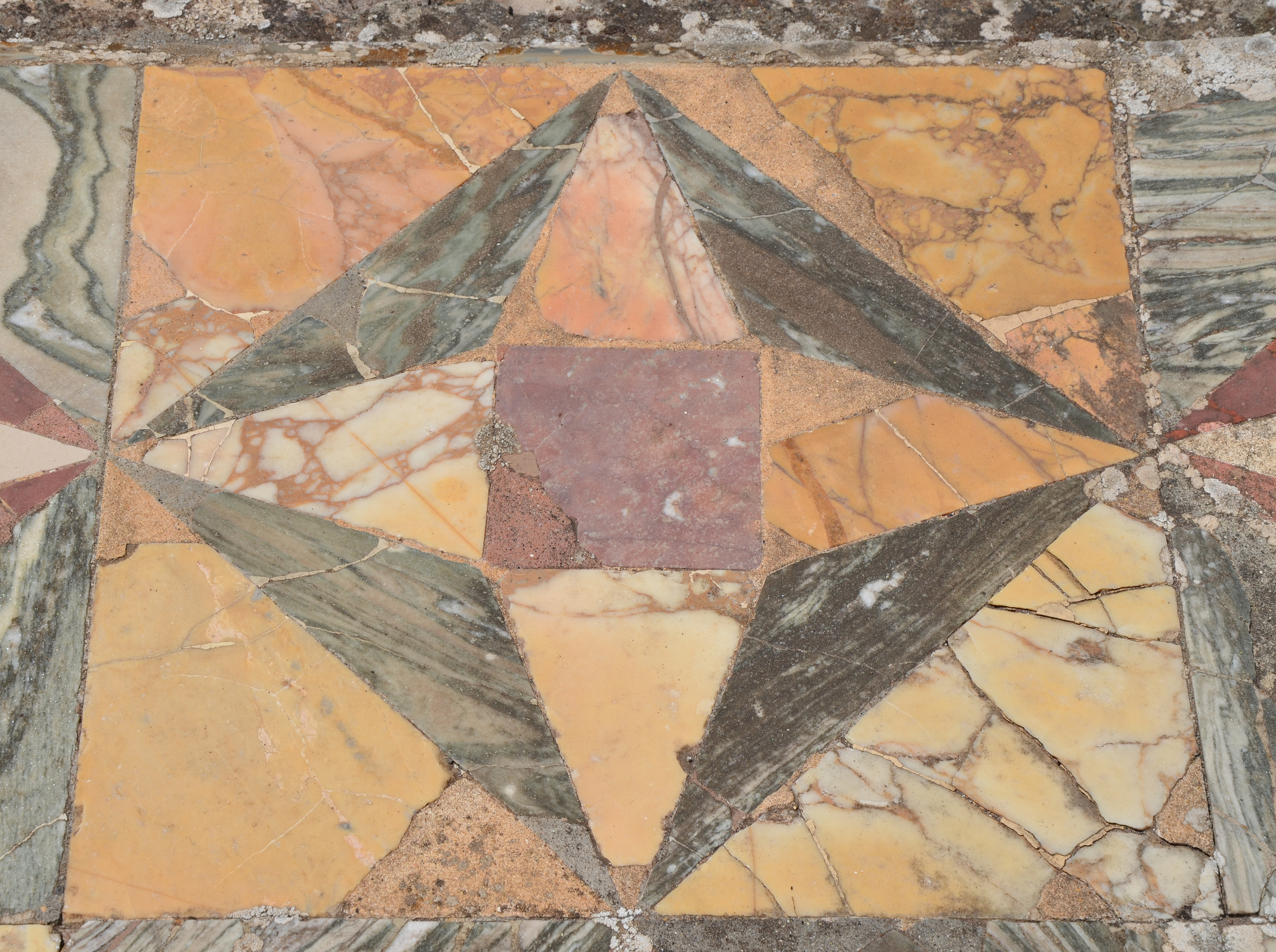
Opus sectile avec du marbre jaune antique, Villa d'Hadrien, Tivoli
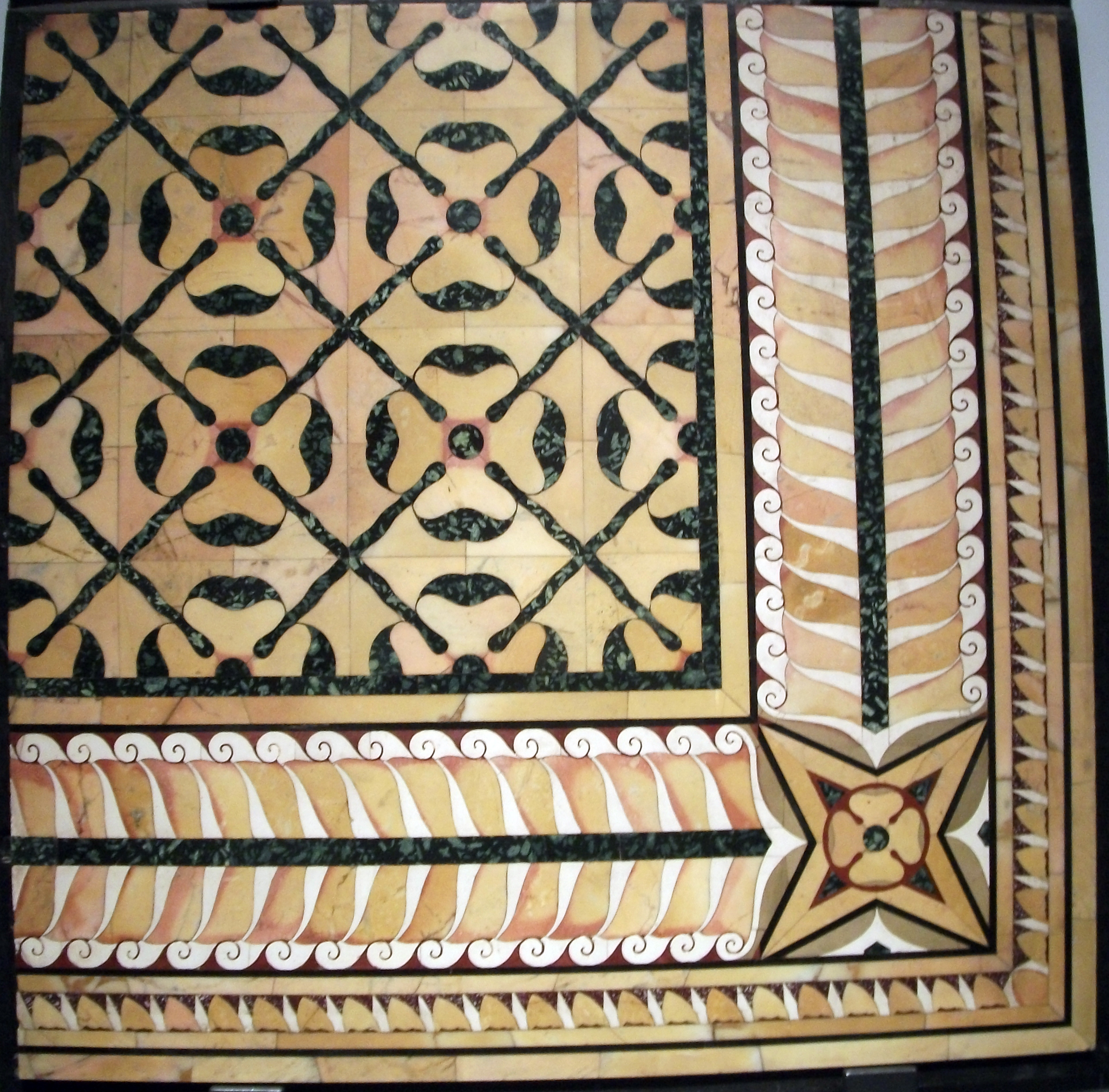
Marbre jaune antique dans la reconstitution d'un pavement en opus sectile du Palatin, Rome
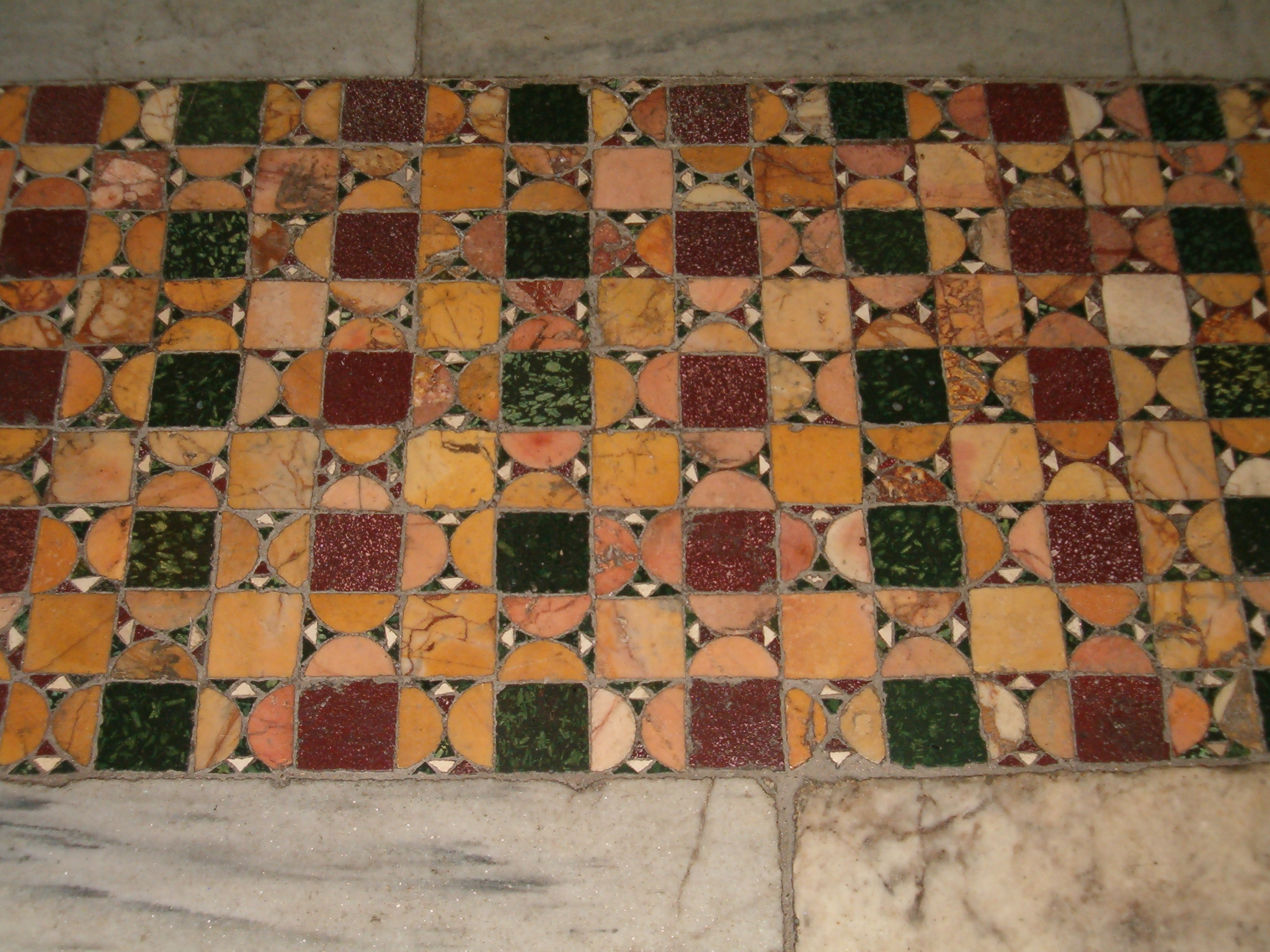
Marbre jaune antique réemployé au Moyen Âge dans un pavement cosmatesque de l'église Santa Maria in Cosmedin, Rome